# Hipoksija
Hipoksíja pomeni pomanjkanje preskrbe s kisikom v tkivih. Lahko gre za generalizirano hipoksijo, kadar je prizadeto celo telo, ali pa za lokalno hipoksijo, ki prizadene le določeno območje telesa. Običajno gre za patološko stanje, vendar pa je določeno nihanje v zasičenosti arterijske krvi s kisikom normalno tudi pri določenih fizioloških stanjih, na primer med hipoventilacijskim treningom.
Razlika med hipoksijo in hipoksemijo je v tem, da je pri hipoksiji preskrba tkiv s kisikom nezadostna, medtem ko hipoksemija opisuje stanje zmanjšane koncentracije kisika v arterijski krvi (oziroma anoksemija popolno odsotnost ali veliko znižanje kisika v arterijski krvi). Če je reskrba tkiva s kisikom popolnoma odsotna, govorimo o anoksiji.
Generalizirana hipoksija se lahko pojavi pri sicer zdravih posameznikih pri vzponu na visoko nadmorsko višino in lahko povzroči višinsko bolezen s tudi smrtnimi zapleti, kot sta pljučni in možganski edem. Pri zdravih posameznikih se lahko pojavi tudi pri vdihavanju mešanice plinov z nizkim deležem kisika, na primer pri potapljanju. Med višinskimi treningi so blage in neškodljive prehodne hipoksije sprožene tudi namerno, za izboljšanje športnih rezultatov. Taki treningi pomagajo pri privajanju posameznika na sistemski in celični ravni na zmanjšane koncentracije kisika.

## Znaki in simptomi

### Generalizirana hipoksija
Simptomi so odvisni od stopnje hipoksije in hitrosti nastopa.
Pri višinski bolezni, pri kateri nastane generalizirana hipoksija postopoma, se pojavijo omotičnost, utrujenost, odrevenelost v okončinah, slabost ... Pri zelo hudi obliki hipoksije ali če hipoksija nastopi nenadno, se pojavijo ataksija, zmedenost in dezorientiranost, halucinacije, spremembe v vedenju, hud glavobol, motnje zavesti, papiledem (edem papile vidnega živca), tahipneja (zadihanost), bledica, tahikardija in pljučna hipertenzija. Pozni znaki hipoksije so cianoza (modrikavost), upočasnjen srčni ritem, pljučno srce in znižan krvni tlak. Sledi lahko smrt.
Modrikavost kože je posledica večje koncentracije deoksihemoglobina v krvi (hemoglobina brez vezanega kisika). Oksihemoglobin (z vezanim kisikom) daje živo rdečo barvo, dezoksihemoglobin pa je temnordeč in ob pogledu na kožo, v kateri so žile s hipoksično arterijsko krvjo, se odbije zato več svetlobe modre barve. Če pa kisik na hemoglobinu nadomesti ogljikov monoksid, je koža češnjevo rdeče barve, ne modrikasta.

### Lokalna hipoksija
Del telesa, ki ni dobro prekrvljen in pride zato v njem do hipoksije, je hladen na otip in bledega videza. Pri hudi hipoksiji se lahko pojavi modrivost kože prizadetega pretela, pri skrajnih oblikah hipoksije pa lahko tkivo postane celo gangrenozno.
V prizadetem predelu ali okoli njega je lahko prisotna bolečina.